# Saint-Victor (Allier)
Saint-Victor – miejscowość i gmina we Francji, w regionie Owernia-Rodan-Alpy, w departamencie Allier.

## Demografia
Według danych na rok 1990 gminę zamieszkiwały 1752 osoby, a gęstość zaludnienia wynosiła 75 osób/km². W styczniu 2015 r. Saint-Victor zamieszkiwało 2121 osób, przy gęstości zaludnienia wynoszącej 91,2 osób/km².